# Pedaços
Pedaços é um álbum de estúdio da cantora brasileira Simone lançado em 1979. O álbum é considerado uma das obras-primas da carreira e teve o lançamento antecipado devido ao grande sucesso da canção Começar de novo, tema de abertura do seriado da Rede Globo, Malu Mulher. Destacam-se as faixas Tô voltando, que foi associado aos que retornavam ao Brasil depois do asilo político dos anos 70, assim como a canção "Povo da raça Brasil" que fez parte da abertura de Terras do Sem-Fim (telenovela) em 1981. Grande fã de Roberto Carlos, Simone gravou Outra vez. Pedaços também foi o nome do espetáculo apresentado em dezembro de 1979, no Canecão, onde Simone foi dirigida por Flávio Rangel. O sucesso lhe rendeu o primeiro disco de ouro da carreira.

## Faixas
Faixas do álbum Pedaços:
1. Começar de Novo (Ivan Lins - Vítor Martins)
2. Sob Medida (Chico Buarque)
3. Povo da Raça Brasil (Mílton Nascimento - Fernando Brant)
4. Condenados (Fátima Guedes)
5. Cordilheira (Sueli Costa - Paulo César Pinheiro)
6. Outra Vez (Isolda Bourdot)
7. Vento Nordeste (Sueli Costa - Abel Silva)
8. Saindo de Mim (Dois Gumes) (Ivan Lins - Vítor Martins)
9. Tô Voltando (Maurício Tapajós - Paulo César Pinheiro)
10. Itamarandiba (Mílton Nascimento - Fernando Brant)
11. Pedaço de Mim (Chico Buarque)